# War of Angels
War of Angels è il secondo album in studio del gruppo post-grunge statunitense Pop Evil.

## Tracce
1. Last Man Standing – 3:23 (Leigh Kakaty, Anthony Greve, Dylan Allison, Matthew DiRito)
2. Epitaph – 3:32 (Kakaty, Greve, DiRito, Chuck Alkazian, David Bassett)
3. Broken & Betrayed – 3:38 (Kakaty, Dave Garcia)
4. Monster You Made – 3:41 (Kakaty, Bassett)
5. Let It Go – 4:10 (Kakaty, Bassett)
6. Boss's Daughter (Feat. Mick Mars) – 3:25 (Kakaty, Bassett, Greve, Mick Mars)
7. Daisy Chain – 3:34 (Kakaty, Garcia, Steve Aiello)
8. Purple – 4:04 (Kakaty, Bassett, Greve, Alkazian)
9. Black & Blue – 3:38 (Kakaty, Bassett, Greve, Allison)
10. Next Life – 4:00 (Kakaty, Greve, Skid Mills)

Tracce bonus della versione iTunes Deluxe
1. Good With The Bad – 3:53
2. Last Man Standing (Manic Motor City Mayhem Remix) – 3:34

## Formazione
- Dylan Allison – batteria
- Matt DiRito – basso, cori
- Dave Grahs – chitarra ritmica, cori
- Tony Greve – chitarra solista
- Leigh Kakaty – voce

## Classifiche
| Classifica       | Posizione massima |
| ---------------- | ----------------- |
| US Billboard 200 | 43                |
| US Digital       | 22                |
| US Hard Rock     | 1                 |
| US Independent   | 6                 |
| US Rock          | 8                 |